# Карл Фридрих фон Юлих-Клеве-Берг
Карл Фридрих фон Юлих-Клеве-Берг (на немски: Karl Friedrich von Jülich-Kleve-Berg, * 28 април 1555 в Клеве, † 9 февруари 1575 в Рим) е наследствен принц на херцогствата Юлих-Клеве-Берг и на графствата Марк и Равенсберг.
Той е големият син на херцог Вилхелм Богатия от Юлих-Клеве-Берг (1516–1592) и втората му съпруга ерцхерцогиня Мария Австрийска (1531–1581), дъщеря на император Фердинанд I.
Карл Фридрих отива на поклонение в Рим. При откриването на Свещената 1575 г. в Свети Петър за Коледа 1574 г. той е почетен гост на папа Григорий XIII. Той го награждава след една седмица с осветения меч и шапката, и почетната титла Fidei Defensor (защитник на вярата), която се дава само на крале. След пет седмици Карл Фридрих умира на 19 години в Рим от едра шарка. Папа Григорий XIII плаща със свои пари неговото погребение в немската църква Santa Maria dell’Anima в Рим, срещу гроба на папа Адриан VI.
Неговият възпитател Стефанус Винандус Пигиус (1520–1604) пише за неговото пътуване в Италия книгата Hercules Prodicius през 1587 г.
По-малкият му брат Йохан Вилхелм (1562–1609) става херцог на Юлих-Клеве-Берг.